# Tapis volant (attraction)
Pour les articles homonymes, voir Tapis volant (homonymie).

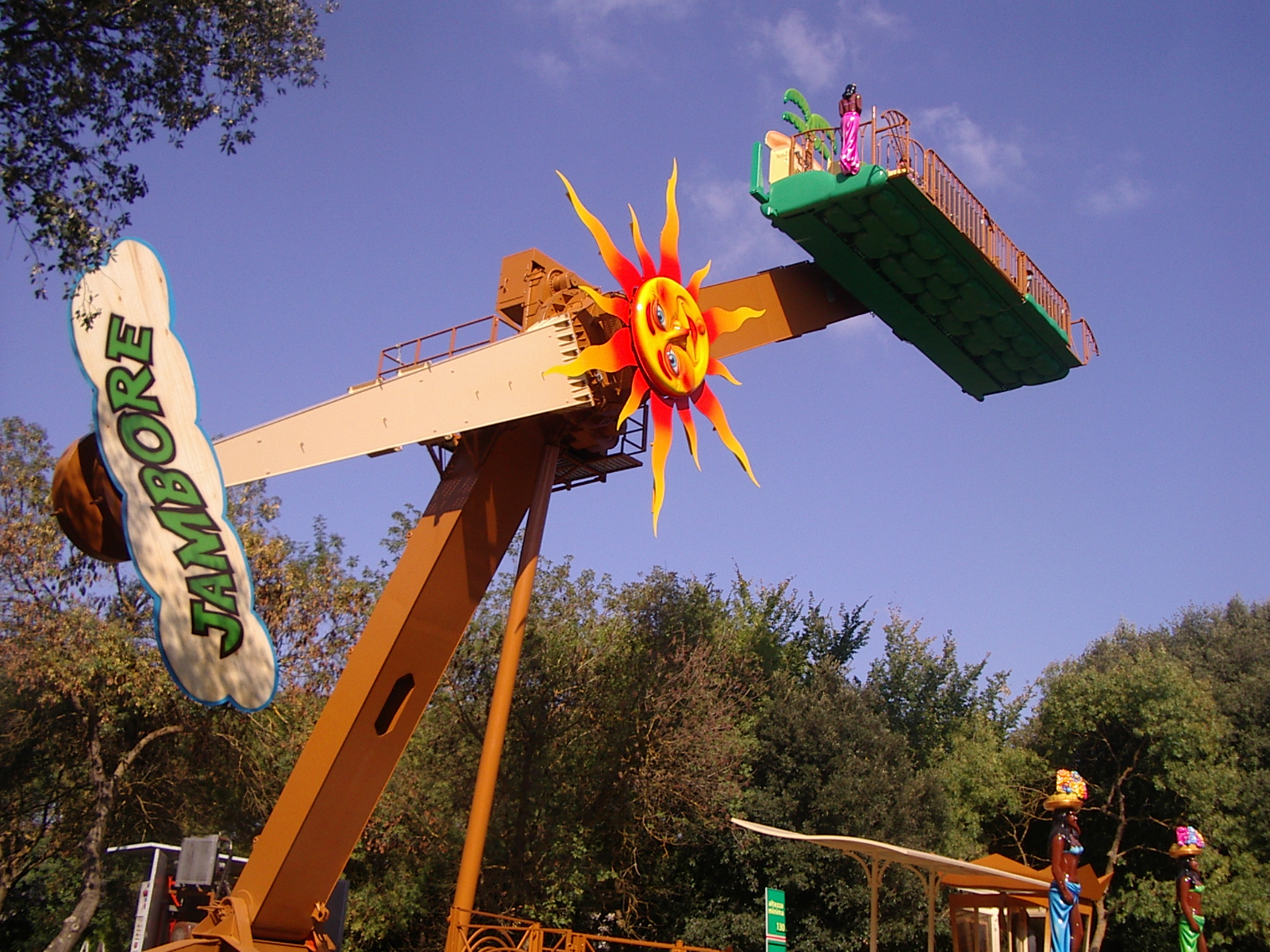
Attraction Jambore, Cavallino Matto

Le tapis volant est une attraction de type pendule, principalement utilisée dans les fêtes foraines et parfois les parcs d'attractions.

## Concept et opération
L'attraction consiste en une nacelle supportée par quatre bras formant un rectangle au sol. La nacelle effectue des mouvements pendulaires d'avant en arrière et peut effectuer des rotations complètes. Toutefois le système de support ne permet pas d'effectuer des inversions, la nacelle reste parallèle au sol durant tout le tour.

## Variantes
- Crazy Bus de Zamperla reprend le même principe de mouvement mais avec deux bras comme support et avec les passagers dans le même sens.
- Rainbow n'utilisent comme support de nacelle qu'un seul bras contrairement aux quatre des Tapis Volants.
- Top Spin est également assez proche bien que la rotation se fasse dans le sens de la largeur et non de la longueur de la nacelle et qu'il permette des inversions.

## Attractions de ce type
| Attraction      | Parc            | Ouverture | Constructeur |
| --------------- | --------------- | --------- | ------------ |
| Ali Baba        | Waldameer Park  |           |              |
| Balsa Locabb    | Xetulul         |           |              |
| Cheval de Troie | Parc Astérix    | 1989      | Zierer       |
| Jambore         | Cavallino Matto |           |              |
| London Bus      | Europa-Park     | 2008      | Zamperla     |
| Quantum         | Thorpe Park     | 2003      | Far Fabbri   |
| Vertigum        | Terra Mítica    | 2000      | Zamperla     |
| La diligence    | Parc Bagatelle  | 1999      | Zamperla     |